# German Titov (lední hokejista)
German Michajlovič Titov (rusky Герман Михайлович Титов; * 16. října 1965 v Borovsku) je bývalý ruský hokejový útočník a trenér.

## Hráčská kariéra
Seniorskou kariéru začal teprve ve svých 17 letech za klub Chimik Voskresensk, který dlouhodobě hrál sovětskou nejvyšší soutěž. Za Chimik Voskresensk hrál do roku 1992. První zahraniční angažmá si vyzkoušel ve finském klubu TPS Turku, z Chimiku Voskresensku odešel se spoluhráčem Alexandrem Smirnovem. Se Smirnovem byli jediní cizinci v týmu. V ročníku 1992/93 se stal nejlepším klubovým střelcem a druhým nejproduktivnějším hráčem, čímž razantně pomohl týmu k ligovému titulu. Sezonu si prodloužil v mistrovství světa, pro Titova to byla premiéra v národním dresu. Pro Titova to byla nejlepší sezona v kariéře, po zisku titulu z finské nejvyšší soutěže přidal zlatou medaili z mistrovství světa. V létě 1993 byl vybrán ve vstupním draftu NHL týmem Calgary Flames až v desátém kole z celkového 252 místa.
Po draftu odcestoval do Calgary, ve Flames se hned zabydlel v hlavním kádru, ve kterém zůstal celu část sezony. V ročníku 1994/95 byla stávka hráčů z NHL, začátek se tak posunul až k lednu 1995. Do té doby měl vyřízené starty k TPS Turku. První hattrick v NHL vstřelil 4. února 1995 proti Toronto Maple Leafs. V Calgary Flames odehrál nejlepší sezonu 1995/96, ve které nasbíral 67 kanadských bodů (28+39). Se 67 body skončil druhý v klubu, za sebou nechal hvězdy jako Michael Nylander, Gary Roberts nebo Cory Stillman. V dalších ročních už tolik nebodoval. Calgary Flames sháněli na ročník 1998/99 brankáře, 17. června 1998 vyměnili Titova za kanadského brankáře Kena Wreggeta z Pittsburgh Penguins. V Pittsburgh Penguins nezůstal dlouho, po necelých dvou sezonách byl 14. března 2000 vyměněn do Edmonton Oilers za českého útočníka Josefa Beránka. Edmonton Oilers bylo pro Titova nejkratším působištěm, po sedmi zápasech v základní části a pěti v playoff se stal volným hráčem. Hned v prvním dnu otevření trhu s volnými hráči podepsal kontrakt s Mighty Ducks of Anaheim. Poslední dvě sezony v kariéře NHL strávil v Anaheimu. Kariéru si však prodloužil, po roční odmlce se vrátil do mateřského týmu Chimik Moskevská oblast, za které odehrál poslední dva ročníky své kariéry v letech 2003–2005.

## Trenérská kariéra
V květnu 2013 se stal členem realizačního týmu Metallurg Novokuzněck, působil jako asistent hlavního trenéra Alexandra Kitova. V říjnu téhož roku byl hlavní trenér Kitov odvolán ze své pozice hlavního trenéra, na jeho místo usedl právě Titov. Po skončení ročníku vedení klubu nehledalo náhradu na post hlavního trenéra a Titov nakonec setrval ve funkci pro nadcházející ročník 2014/15. V roce 2015 opustil klub a stal se novým hlavním trenérem v HC Spartak Moskva. V říjnu 2016 byl po 10 porážkách ze 17 zápasů odvolán i se svým asistentem Vjačeslavem Kozlovem.

## Prvenství
- Debut v NHL - 5. října 1993 (Calgary Flames proti New York Islanders)
- První asistence v NHL - 9. října 1993 (Vancouver Canucks proti Calgary Flames)
- První gól v NHL - 23. října 1993 (Calgary Flames proti Boston Bruins, americkému brankáři Jon Casey)
- První hattrick v NHL - 4. února 1995 (Calgary Flames proti Toronto Maple Leafs)

## Klubová statistika
| Sezóna       | Klub                    | Soutěž       |     | Základní část | Základní část | Základní část | Základní část | Základní část |    | Play off | Play off | Play off | Play off | Play off |
| Sezóna       | Klub                    | Soutěž       | Z   | G             | A             | B             | TM            | Z             | G  | A        | B        | TM       |          |          |
| 1982–83      | Chimik Voskresensk      | SHL          | 16  | 0             | 4             | 4             | 2             | —             | —  | —        | —        | —        |          |          |
| 1986–87      | Chimik Voskresensk      | SHL          | 23  | 1             | 0             | 1             | 10            | —             | —  | —        | —        | —        |          |          |
| 1987–88      | Chimik Voskresensk      | SHL          | 39  | 6             | 5             | 11            | 10            | —             | —  | —        | —        | —        |          |          |
| 1988–89      | Chimik Voskresensk      | SHL          | 44  | 10            | 3             | 13            | 24            | —             | —  | —        | —        | —        |          |          |
| 1989–90      | Chimik Voskresensk      | SHL          | 44  | 6             | 14            | 20            | 19            | —             | —  | —        | —        | —        |          |          |
| 1990–91      | Chimik Voskresensk      | SHL          | 45  | 13            | 11            | 24            | 28            | —             | —  | —        | —        | —        |          |          |
| 1991–92      | Chimik Voskresensk      | SHL          | 35  | 16            | 11            | 27            | 31            | 7             | 4  | 1        | 5        | 4        |          |          |
| 1992–93      | Turun Palloseura        | SM-l         | 47  | 25            | 19            | 44            | 49            | 12            | 5  | 12       | 17       | 10       |          |          |
| 1993–94      | Calgary Flames          | NHL          | 76  | 27            | 18            | 45            | 28            | 7             | 2  | 1        | 3        | 4        |          |          |
| 1994–95      | TPS Turku               | SM-l         | 14  | 6             | 6             | 12            | 20            | —             | —  | —        | —        | —        |          |          |
| 1994–95      | Calgary Flames          | NHL          | 40  | 12            | 12            | 24            | 16            | 7             | 5  | 3        | 8        | 10       |          |          |
| 1995–96      | Calgary Flames          | NHL          | 82  | 28            | 39            | 67            | 24            | 4             | 0  | 2        | 2        | 0        |          |          |
| 1996–97      | Calgary Flames          | NHL          | 79  | 22            | 30            | 52            | 36            | —             | —  | —        | —        | —        |          |          |
| 1997–98      | Calgary Flames          | NHL          | 68  | 18            | 22            | 40            | 38            | —             | —  | —        | —        | —        |          |          |
| 1998–99      | Pittsburgh Penguins     | NHL          | 72  | 11            | 45            | 56            | 34            | 11            | 3  | 5        | 8        | 4        |          |          |
| 1999–00      | Pittsburgh Penguins     | NHL          | 63  | 17            | 25            | 42            | 34            | —             | —  | —        | —        | —        |          |          |
| 1999–00      | Edmonton Oilers         | NHL          | 7   | 0             | 4             | 4             | 4             | 5             | 1  | 1        | 2        | 0        |          |          |
| 2000–01      | Mighty Ducks of Anaheim | NHL          | 71  | 9             | 11            | 20            | 61            | —             | —  | —        | —        | —        |          |          |
| 2001–02      | Mighty Ducks of Anaheim | NHL          | 66  | 13            | 14            | 27            | 36            | —             | —  | —        | —        | —        |          |          |
| 2003–04      | Chimik Moskevská oblast | RSL          | 38  | 5             | 13            | 18            | 67            | —             | —  | —        | —        | —        |          |          |
| 2004–05      | Chimik Moskevská oblast | RSL          | 50  | 7             | 22            | 29            | 56            | —             | —  | —        | —        | —        |          |          |
| Celkem v NHL | Celkem v NHL            | Celkem v NHL | 624 | 157           | 220           | 377           | 311           | 34            | 11 | 12       | 23       | 18       |          |          |

## Reprezentace
| Rok                       | Tým                       | Soutěž                    | Z  | G | A | B | TM |
| ------------------------- | ------------------------- | ------------------------- | -- | - | - | - | -- |
| 1993                      | Rusko                     | MS                        | 8  | 4 | 2 | 6 | 0  |
| 1998                      | Rusko                     | OH                        | 6  | 1 | 0 | 1 | 6  |
| Seniorská kariéra celkově | Seniorská kariéra celkově | Seniorská kariéra celkově | 14 | 5 | 2 | 7 | 6  |